# KHBニュースチャンネル
『KHBニュースチャンネル』（ケイエイチビー ニュースチャンネル）は、1997年3月31日から2001年3月30日まで東日本放送で放送されていたローカルワイドニュース番組である。モノラル放送を実施。

## 概要
『KHBステーションEYE』の終了および『スーパーJチャンネル』の開始を受けて1997年3月31日にスタートした。『スーパーJチャンネル』全国パートの終了後に、宮城県内のニュース・スポーツ・特集・天気予報などを放送していた。
2001年4月2日に『夕方ワイドあなたにCue!』がスタートするのを受け、『週末の女神』や『クイズは生だ!〜持ってけ諭吉〜』と共に同年3月末に終了した。

## 歴代キャスター

### ニュースキャスター
- 山口則幸 - 後番組『夕方ワイドあなたにCue!』も続投。
- 用稲千春

ほか

### スポーツキャスター
- 加川潤

ほか

## 放送時間の変遷
| 期間      | 期間      | 放送時間（JST）       | 放送時間（JST）       |
| 期間      | 期間      | 月曜日 - 木曜日       | 金曜日                |
| --------- | --------- | --------------------- | --------------------- |
| 1997.3.31 | 2000.9.29 | 18:30 - 19:00（30分） | 18:30 - 18:45（15分） |
| 2000.10.2 | 2001.3.30 | 18:19 - 18:55（36分） | 18:19 - 18:45（26分） |